# Matrix Powertag/Saison 2011
Dieser Artikel listet Erfolge und Mannschaft des Radsportteams Matrix Powertag in der Saison 2011 auf.

## Erfolge in der UCI Asia Tour
In den Rennen der Saison 2011 der UCI Asia Tour gelangen die nachstehenden Erfolge.
| Datum         | Rennen                     | Kat. | Fahrer             |
| ------------- | -------------------------- | ---- | ------------------ |
| 17. September | 2. Etappe Tour de Hokkaidō | 2.2  | Takahiro Yamashita |

## Mannschaft
| Name                       | Geburtstag        | Nationalität | Team 2010                 |
| -------------------------- | ----------------- | ------------ | ------------------------- |
| Yoshiyuki Abe              | 15. August 1969   | Japan        | Team Matrix Powertag      |
| Vincenzo Garofalo          | 5. August 1982    | Italien      | Team Nippo                |
| Yuya Komaki                | 29. August 1991   | Japan        | Neoprofi                  |
| Kazuyuki Manabe            | 16. Februar 1970  | Japan        | Team Nippo·Colnago (2009) |
| Naoki Mukaigawa            | 27. Dezember 1980 | Japan        | Matrix Powertag (2009)    |
| Satoshi Mukaigawa          | 27. Februar 1984  | Japan        | Matrix Powertag (2009)    |
| Tomoki Mukaigawa           | 28. Juli 1986     | Japan        | Neoprofi                  |
| Daisei Nagara              | 9. Juli 1974      | Japan        | Neoprofi                  |
| Takahiro Nagayama          | 17. Juni 1985     | Japan        | Neoprofi                  |
| Motoki Onishi              | 19. Januar 1984   | Japan        | Neoprofi                  |
| Masaki Wakumoto            | 14. August 1988   | Japan        | Matrix Powertag (2009)    |
| Mariusz Wiesiak            | 1. April 1981     | Polen        | Team Nippo                |
| Takahiro Yamashita         | 20. November 1985 | Japan        | Team Nippo·Colnago (2009) |
| Daiki Yasuhara (ab 01.08.) | 12. August 1991   | Japan        | Neoprofi                  |

## Platzierungen in UCI-Ranglisten
UCI Asia Tour 2011
|      | Fahrer             | Punkte |
| ---- | ------------------ | ------ |
| 240. | Takahiro Yamashita | 8      |
| 262. | Mariusz Wiesiak    | 6      |
| 319. | Kazuyuki Manabe    | 3      |

UCI Europe Tour 2011
|       | Fahrer          | Punkte |
| ----- | --------------- | ------ |
| 1139. | Mariusz Wiesiak | 3      |